# 胸斑若花鱂
胸斑若花鱂，為輻鰭魚綱鯉齒目鯉齒亞目花鳉科的其中一種，分布於中美洲墨西哥及瓜地馬拉的淡水流域，體長可達3.5公分，棲息在沙石底質的溪流，屬肉食性，生活習性不明。

## 擴展閱讀
維基物種上的相關：胸斑若花鱂